# Мандрагора
Мандраго́ра (Mandragora) — рід багаторічних трав родини пасльонових.

## Види
- Mandragora officinarum — Мандрагора лікарська
- Mandragora autumnalis
- Mandragora turcomanica
- Mandragora caulescens
  - Mandragora caulescens subsp. brevicalyx
  - Mandragora caulescens subsp. flavida
  - Mandragora caulescens subsp. purpurascens

## Будова
Листки утворюють розетку, корінь потовщений, розгалужений.

## Поширення та середовище існування
У природі зустрічається в Середземномор'ї, Передній Азії, Середній Азії і в Гімалаях.

## Практичне використання
Рослина отруйна, корені містять психоактивні алкалоїди. Раніше використовували як сильнодійний галюциноген. З рослиною пов'язано чимало легенд.
Мандрагора лікарська має їстівні плоди з лікувальними властивостями.
Вживання мандрагори категорично не рекомендується, оскільки це може викликати важкі побічні ефекти, а в деяких випадках і смерть. Незворотною шкодою від вживання мандрагори може стати втрата пам'яті або когнітивні порушення.

## Легальність
Мандрагора — рослина з обмеженим доступом по всьому світу, є об'єктом фармацевтичної (світової) торгівлі.

## У міфології
Коріння мандрагори іноді нагадує фігуру людини, у зв'язку з чим у середньовіччі мандрагорі приписували магічну силу.
За легендами, мандрагора, коли її виривали з землі, випускала крик, що вбивав людину. Давня література містить інструкції, як вирвати коренище і не бути вбитим. Наприклад Йосип Флавій радить обкопати навколо корінь, потім прив'язати до нього пса і піти геть. Пес, що буде намагатися вирватися, — висмикне коренище і загине замість свого господаря.
Лоран Кейтлан (c. 1568—1647) стверджував, що мандрагора проростає під шибеницями на землі, куди потрапила сперма повішеного злочинця.

## Галерея

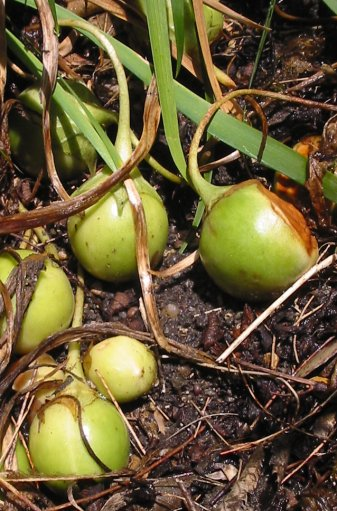
Плоди мандрагори лікарської
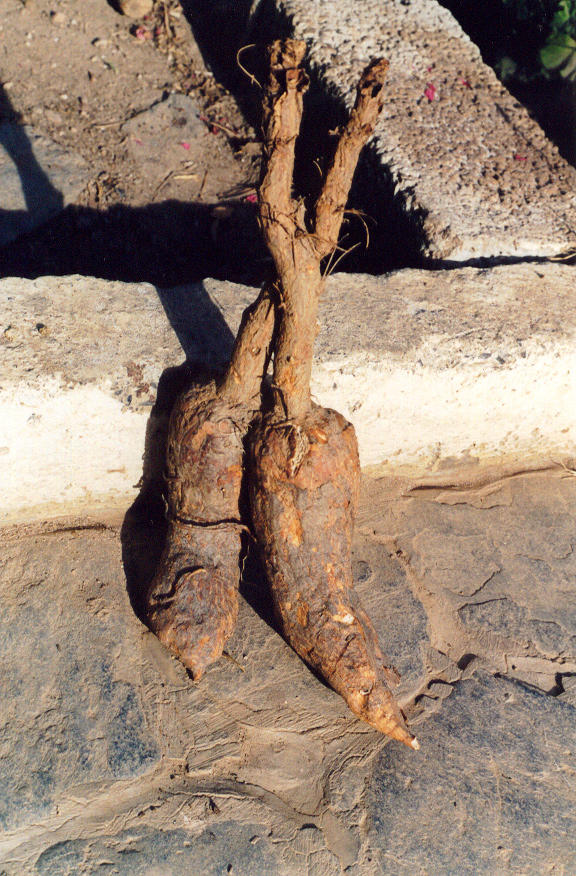
Корені мандрагори
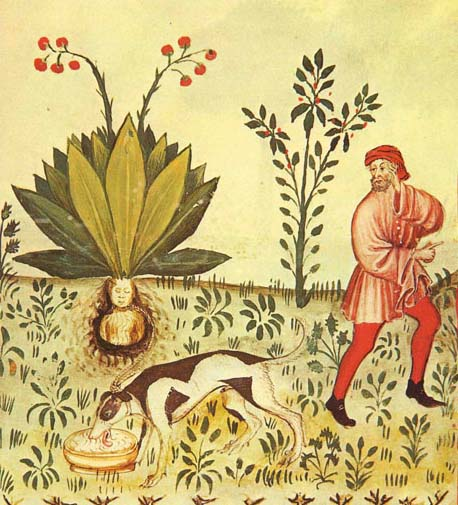
Середньовічне зображення мандрагори
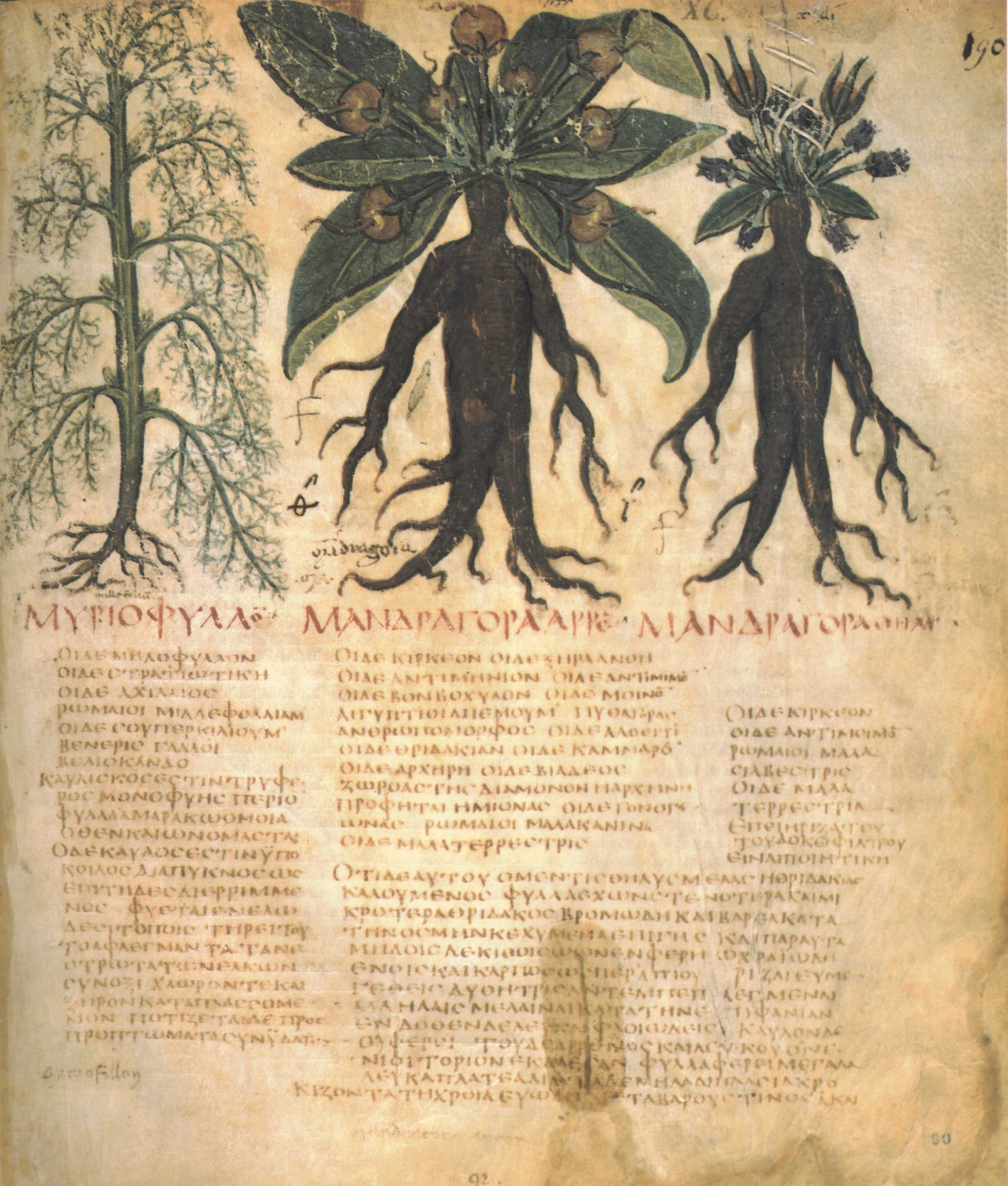
Зображення мандрагори з манускрипту 7 ст.
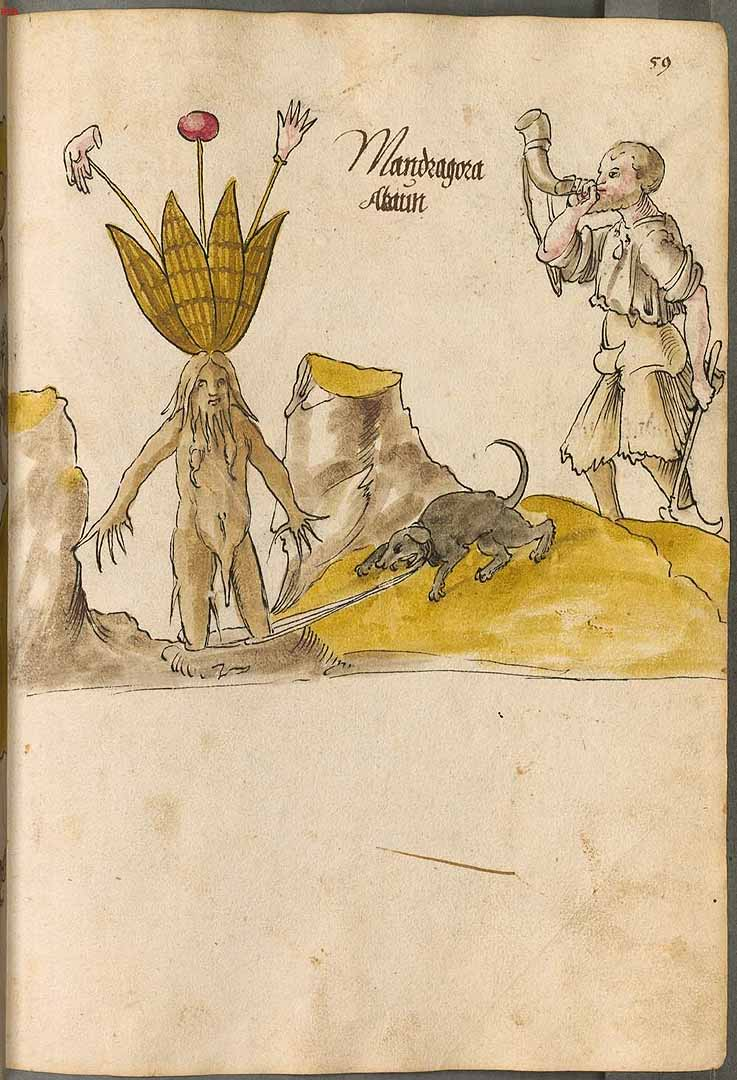
Середньовічне зображення мандрагори